# Bergvrouwenmantel
Bergvrouwenmantel (Alchemilla monticola) is een overblijvende plant (hemikryptofyt), die behoort tot de rozenfamilie (Rosaceae). Bergvrouwenmantel staat op de Nederlandse Rode lijst van planten als zeer zeldzaam en zeer sterk afgenomen. Het aantal chromosomen is 2n = 101-104, 106-110.
De plant wordt 8–30 cm hoog en vormt wortelstokken. De stengel en ronde, grijsgroene, gekartelde bladeren zijn dicht behaard met rechte afstaande haren. Op de jonge bladstelen staan de haren schuin omhoog. De bladeren aan de stengel zijn meestal duidelijk gelobd. De bloemstelen zijn onbehaard of hebben alleen aan de voet enkele, verspreide haren. De steunblaadjes van de rozetbladeren verdrogen niet spoedig.
Bergvrouwenmantel bloeit van mei tot de herfst met 2–4 mm grote, geelgroene bloemen, die in een gedrongen bijscherm zijn gerangschikt. Een bloem bestaat uit vier kelkbladen, vier bijkelkbladen en vier meeldraden. De kelkbuis is behaard. De kelkbladen zijn korter tot iets langer dan de kelkbuis en staan na de bloei schuin omhoog. De bijkelkbladen zijn veel kleiner dan de kelkbladen.
De vrucht is een eenzadige, 1,5 mm lange en 1 mm brede dopvrucht.

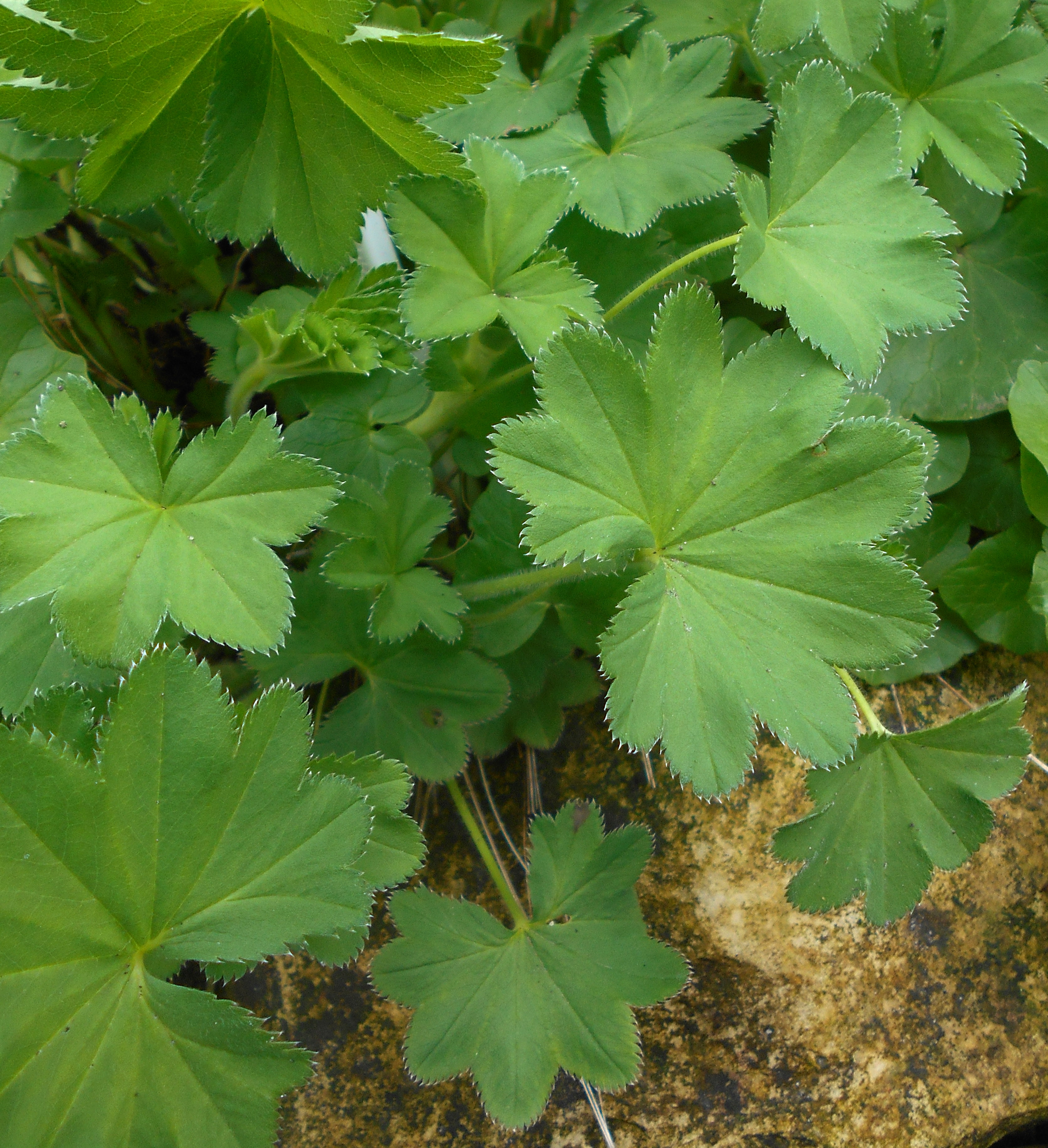
Plant
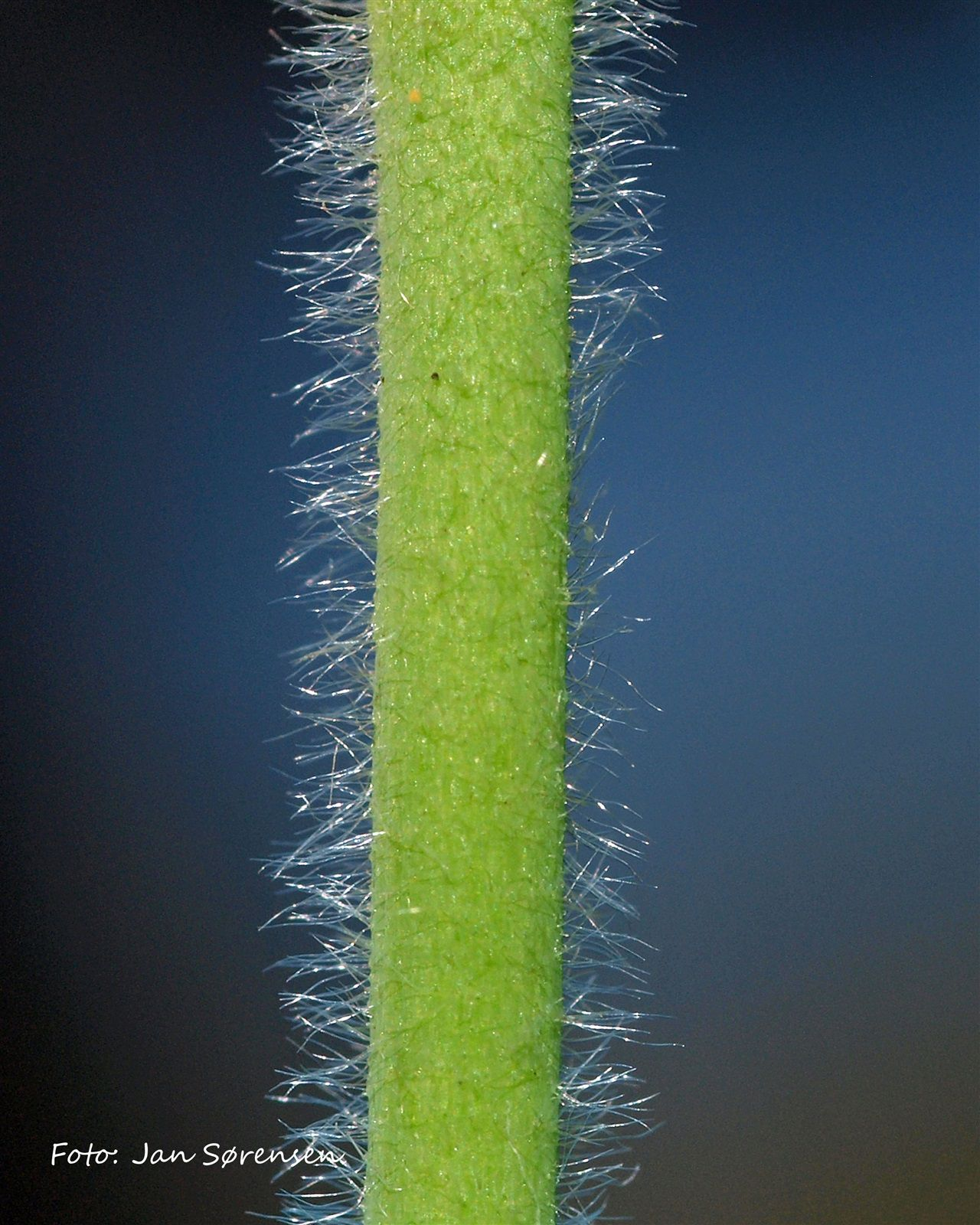
Stengel
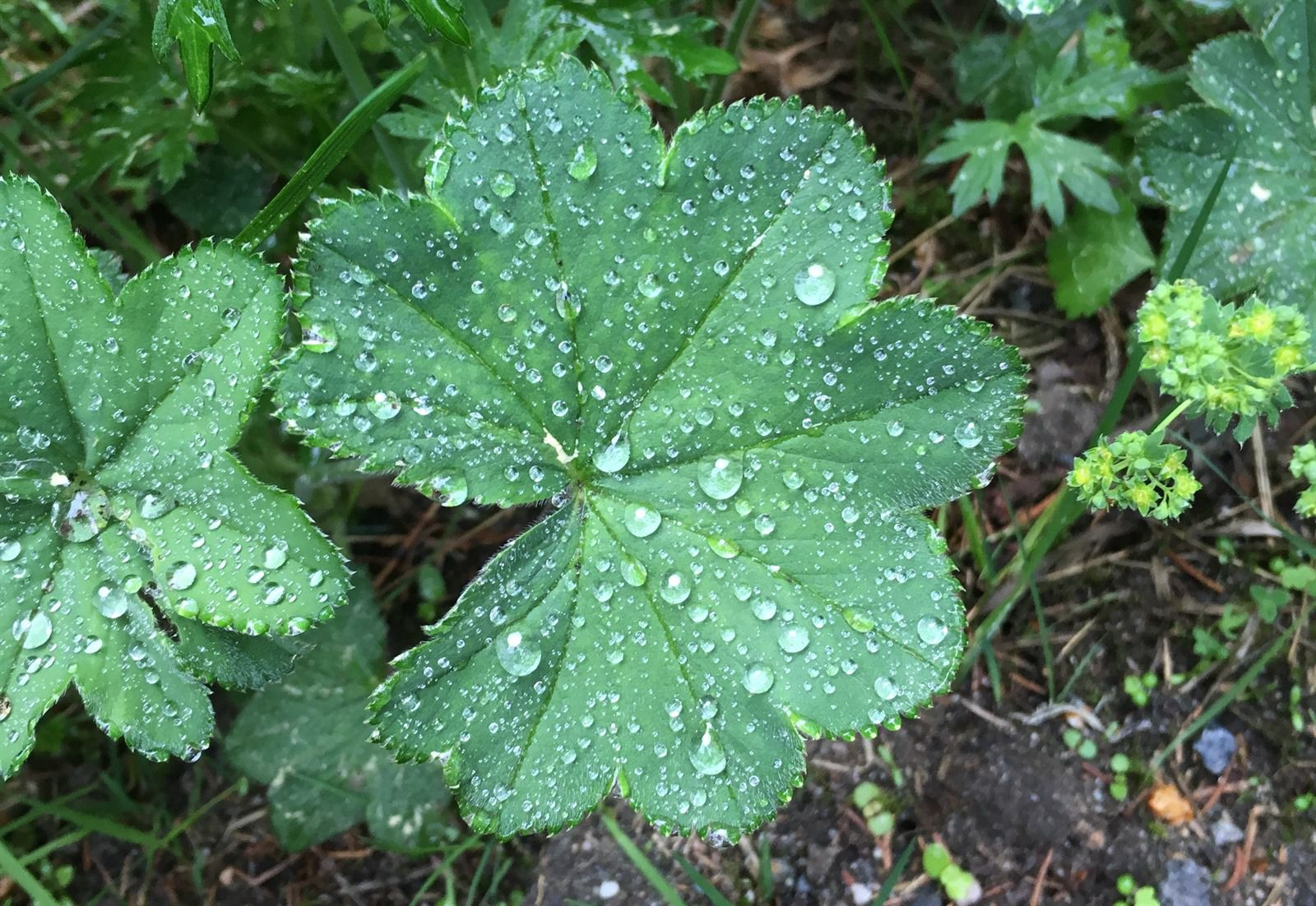
Blad
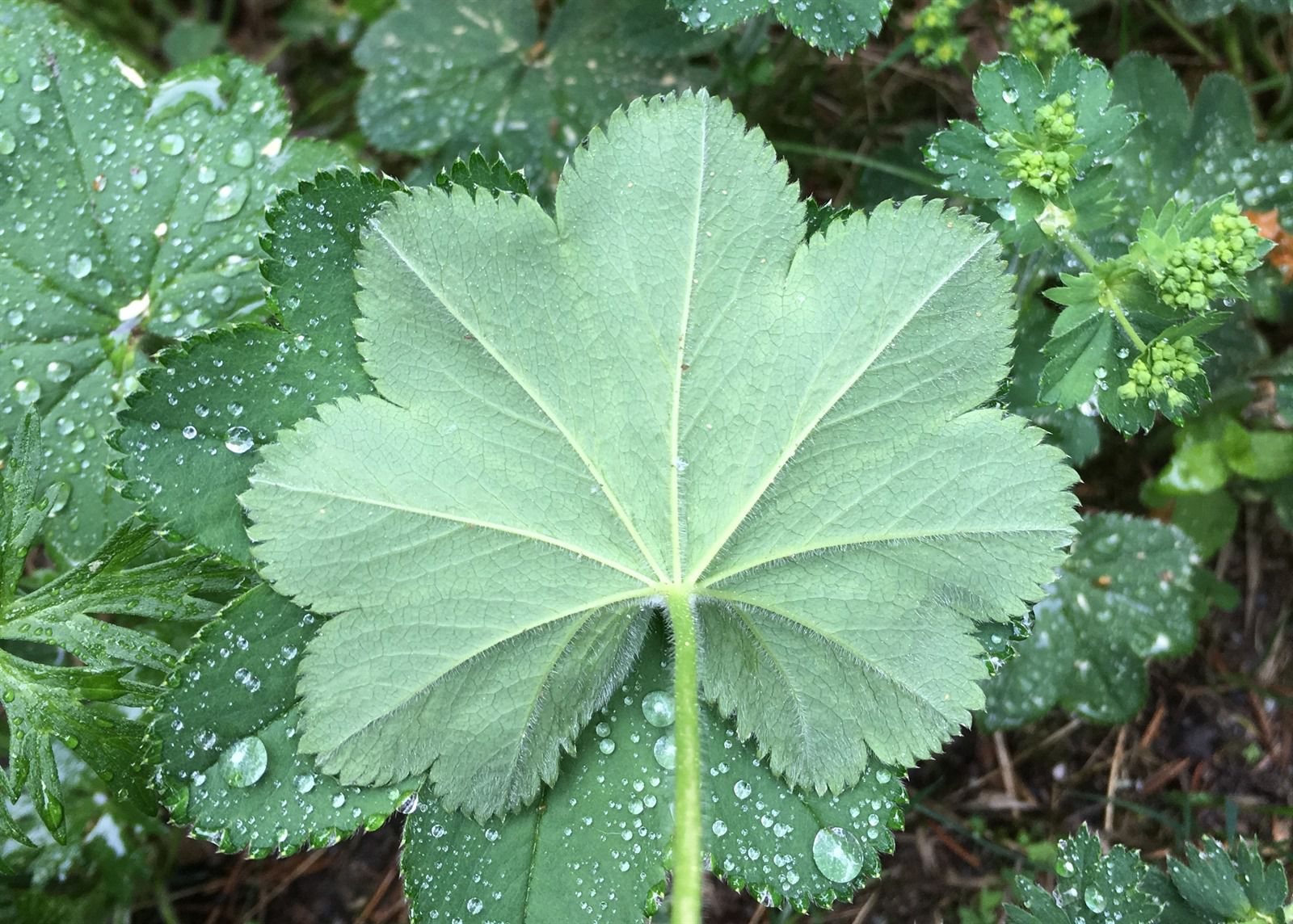
Achterkant blad
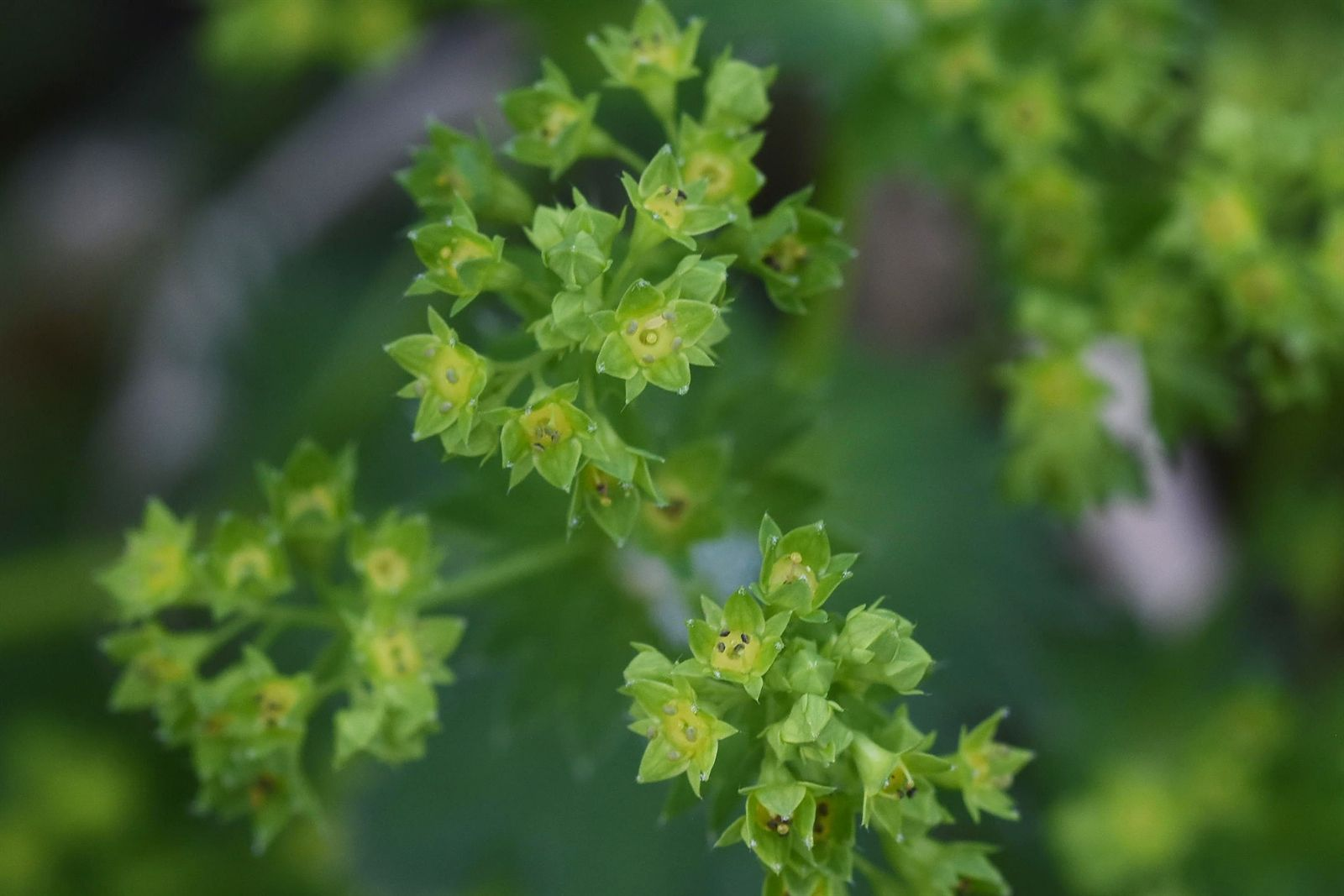
Bloemen
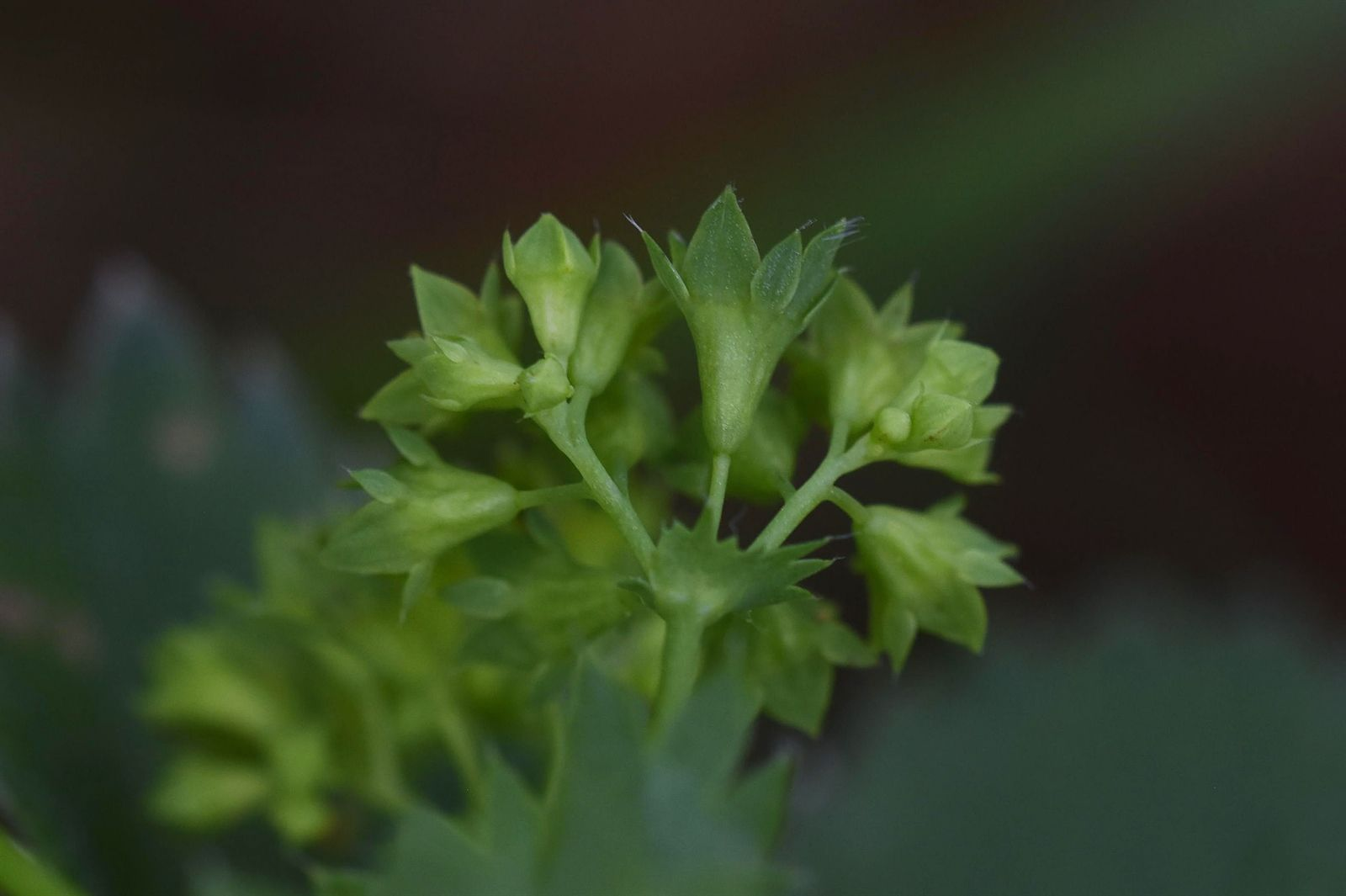
Bloemen
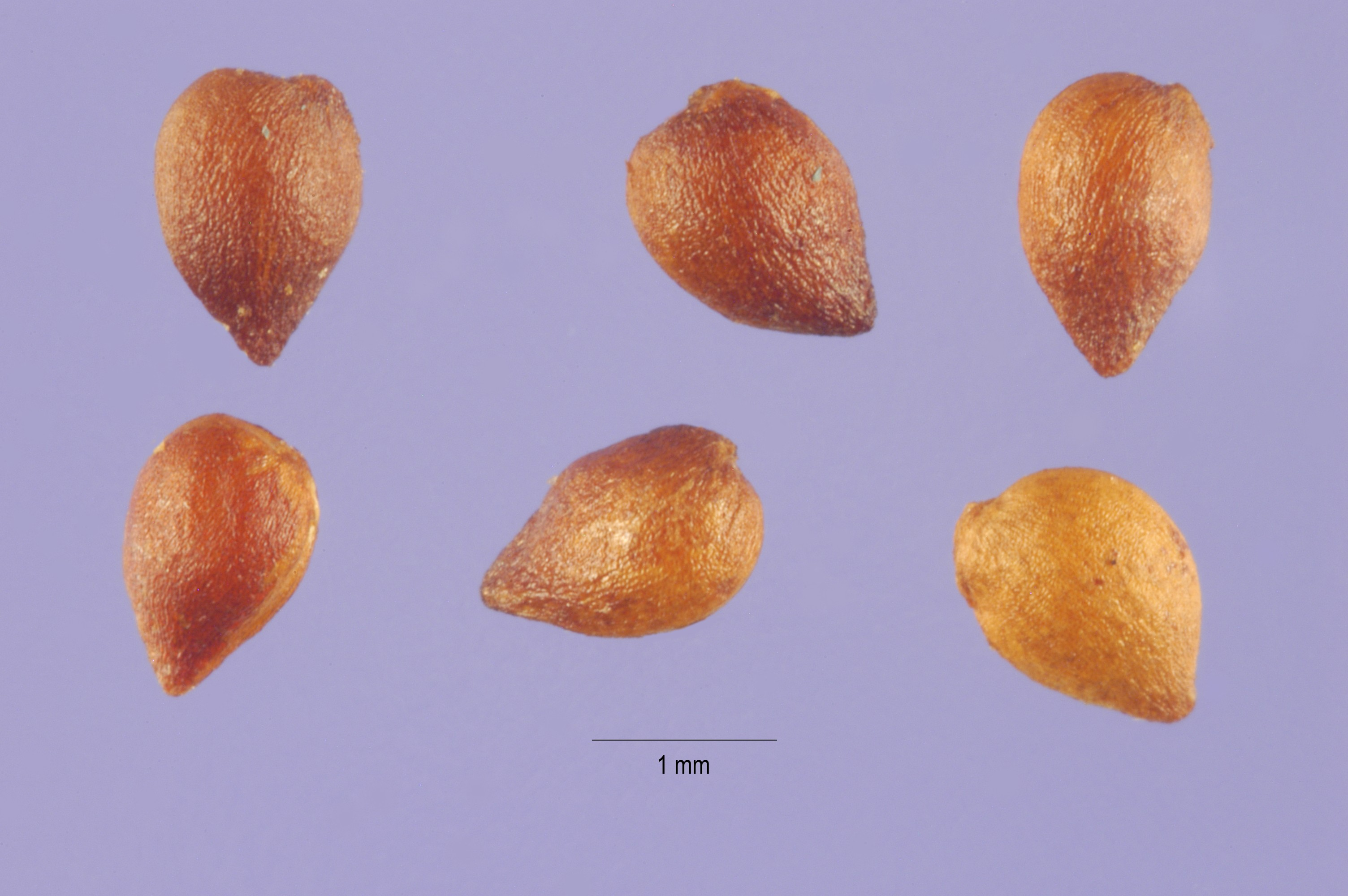
Vruchten
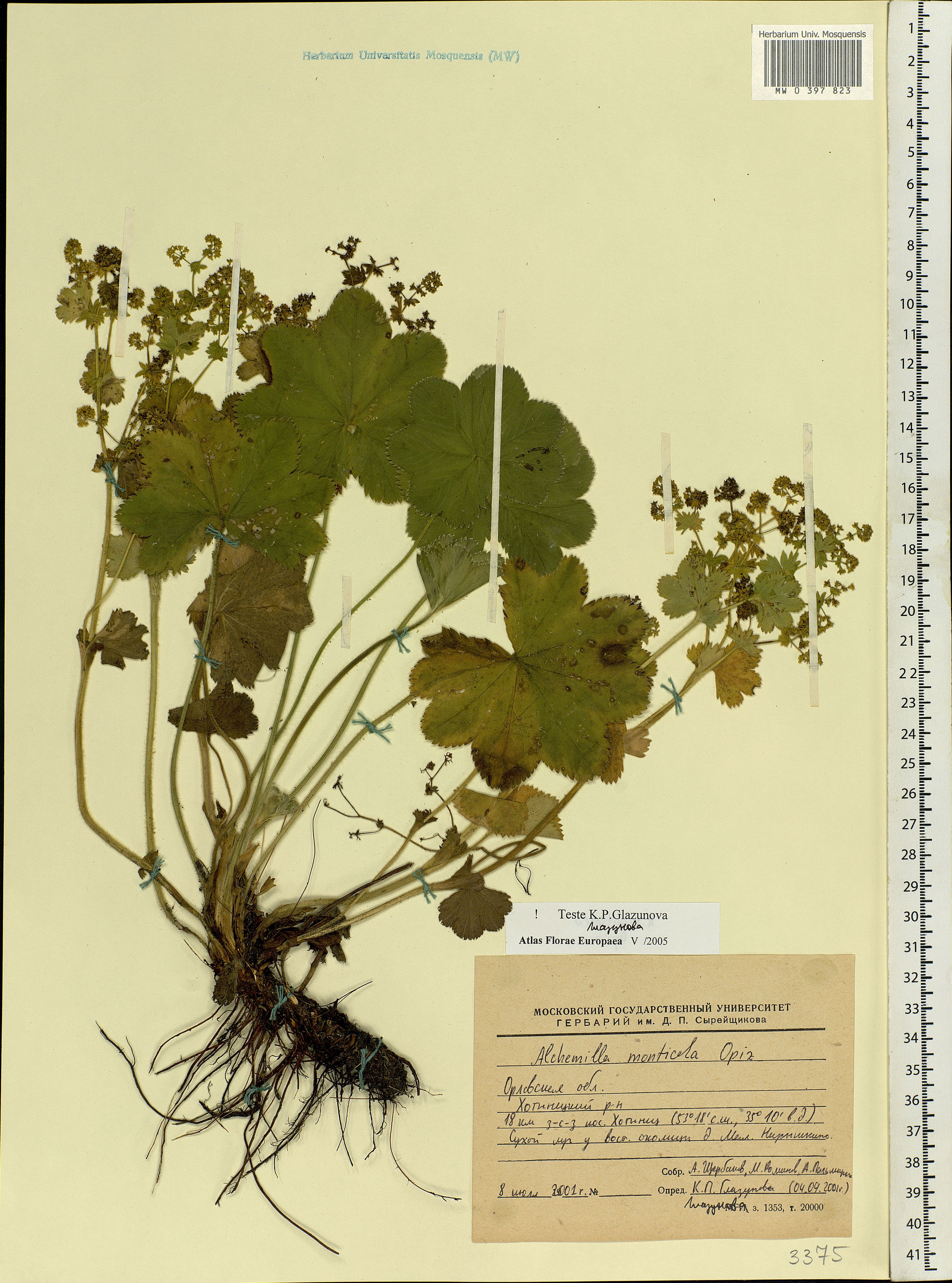
Herbarium

De plant komt voor op vochtige tot vrij natte, grazige grond.

## Namen in andere talen
- Duits: Bergwiesen-Frauenmantel
- Engels: Hairy lady's mantle
- Frans: Alchémille de montagne